# Лісовенко Сергій Леонідович
Сергій Леонідович Лісовенко — підполковник ЗСУ, учасник російсько-української війни. Командир 42 ОМБр .

## Нагороди
- Орден Богдана Хмельницького ІІІ ступеня, Указ президента № 433/2022 від 22.06.2022 [6]